# Oodgeroo Noonuccal
Oodgeroo Noonuccal (/ˈʊdɡəruː ˈnuːnəkəl/ ; née Kathleen Jean Marie Ruska, anciennement Kath Walker) (3 novembre 1920 – 16 septembre 1996) est une poétesse, militante politique, artiste et éducatrice australienne. Elle fut aussi une militante pour les droits des peuples autochtones. Oodgeroo est surtout connue pour sa poésie, et est la première autochtone australienne à publier un recueil.

## Biographie
Oodgeroo Noonuccal rejoint l'Australian Women's Army Service en 1942, après que ses deux frères ont été capturés par les Japonais lors de la chute de Singapour. Elle est affectée comme aiguilleuse à Brisbane où elle rencontre de nombreux soldats noirs américains. Ces contacts contribuent à jeter les bases de son implication dans la défense des droits des autochtones.
Durant les années 1960, Kath Walker émerge sur la scène australienne comme une militante politique et une écrivaine de premier plan. Elle devient secrétaire du Conseil Fédéral pour la Promotion des Aborigènes et des Insulaires du détroit de Torres (FCAATSI) de l'État du Queensland, et s'implique dans d'autres organisations politiques. Elle est une figure clef dans la campagne pour la réforme de la constitution australienne pour offrir aux peuples autochtones la pleine citoyenneté, faisant pression sur le Premier Ministre Robert Menzies en 1965, et son successeur, Harold Holt en 1966. À une députation en 1963, elle enseigne à Robert Menzies une leçon sur la réalité de la vie des autochtones. Après qu'il a proposé de l'alcool à la délégation, il est surpris d'apprendre que dans le Queensland, il pourrait être emprisonné pour cela.
Elle a écrit de nombreux livres, en commençant par We Are Going (1964), le premier livre publié par une femme autochtone en Australie. Ce premier livre de poésie est un succès extraordinaire, réédité plusieurs fois et fait de Noonuccal le poète d'Australie le plus vendu aux côtés de C.J. Dennis. Les critiques, cependant, sont mitigées, se demandant si Noonuccal, en tant qu'autochtone, pouvait avoir écrit ces poèmes elle-même. D'autres sont perturbés par l'activisme des poèmes, les trouvant plus proches de la « propagande » que de la vraie poésie. Noonuccal embrasse l'idée de voir sa poésie comme de la propagande, et décrit son style comme « plein de slogans, écrit pour le peuple, pur et simple ». Elle veut transmettre la fierté de son caractère autochtone au plus large public possible, et populariser l'idée de l'égalité des droits des autochtones à travers son écriture.
En 1972, elle achète une propriété sur l'Île de North Stradbroke (aussi connu comme Minjerribah) qu'elle appelle Moongalba (« place pour s'asseoir »), et y établit le Centre Culturel d'Éducation Noonuccal-Nughie. Et en 1977, sort un documentaire sur elle, appelé Shadow Sister. Il est réalisé et produit par Frank Heimans et photographié par Geoff Burton. Il décrit son retour à Moongalba et sa vie là-bas. Dans une interview en 1987, elle décrit son programme d'éducation : « les dix-sept dernières années, j'ai eu 26 500 enfants sur l'île. Aussi bien des enfants de Blancs que de Noirs. Et s'il y avait eu des verts, j'aurais apprécié... Je suis daltonienne, vous voyez. Je leur enseigne la culture autochtone. Je leur apprends l'équilibre de la nature ». Noonuccal est commise à l'éducation à tous les niveaux, et collabore avec des universités pour la création de programmes de formation des enseignants qui conduiraient à un meilleur enseignement dans les écoles d'Australie.
En 1974, Noonuccal est à bord d'un vol de la British Airways qui est détourné par des terroristes pour la libération des Palestiniens. Les pirates de l'air abattent un membre de l'équipage et un passager et forcent l'avion à voler vers plusieurs destinations en Afrique. Au cours de ses trois jours de captivité, elle utilise un bout de crayon et une poche à vomi de la compagnie aérienne provenant de la poche de son siège pour écrire deux poèmes, Commonplace et Yusuf (Hijacker).
En 1983, elle concourt aux élections du Queensland pour le parti démocrate australien dans la circonscription de Redlands. Sa campagne se concentre autour de la promotion de l'environnement et des droits des autochtones.
En 1988, elle adopte un nom traditionnel : Oodgeroo (qui signifie « melaleuca ») Noonuccal (nom de sa tribu).
Elle meurt en 1993 dans l'État de Victoria, âgée de 72 ans.
En 2016, le Festival de Poésie du Queensland présente un programme sur les œuvres d'auteurs autochtones qui inclut l'inauguration du prix de Poésie Autochtone Oodgeroo Noonuccal.

## Dans la culture
Une pièce, écrite par Sam Watson nommée Oodgeroo : Bloodline to Country commémore sa vie, basée sur l'expérience d'Oodgeroo Noonuccal en tant qu'autochtone à bord d'un vol détourné par des terroristes palestiniens alors qu'elle rentrait chez elle après une réunion du comité World Black and African Festival of Arts and Culture au Nigéria.
La poésie de Noonuccal a été mise en musique par de nombreux compositeurs, dont Christopher Gordon, Clare Maclean, Stephen Poireau, Andrew Ford, Paul Stanhope, Marie Mageau, et Joseph Torsion.

## Distinctions
Oodgeroo a remporté plusieurs prix littéraires, dont la Médaille Mary Gilmore (1970), le Prix Jessie Litchfield (1975), et la bourse du Prix des Auteurs Australiens.
En 1979, elle obtient le Sixième Oscar Annuel lors de la cérémonie des Micheaux Awards, organisée par le Black Filmmakers Hall of Fame américain et la même année, reçoit le l'Award de l'Actrice Internationale pour Shadow Sister.
Elle est nommée membre de l'Ordre de l'Empire britannique en 1970, le restituant en 1987 pour protester lors du bicentenaire australien, pour faire une déclaration politique sur les conditions de vie de son peuple,.
En 2009, dans le cadre de la célébration des 150 ans du Queensland, Oodgeroo Noonuccal est listée comme l'une des 150 icônes du Queensland en tant qu'artiste influente.
La circonscription électorale de Oodgeroo, créée en 2017 dans l'état du Queensland lors du redécoupage électoral, est nommée en son honneur.

## Ouvrages

### Poésie
- Municipal Gum (1960)
- Un Chant d'Espérance  (1960)
- We Are Going : Poems (1964)
- The Dawn is at Hand : Poems (1966)
- The Past (1970)
- My People : A Kath Walker collection (1970)
- No more boomerang (1985)
- Kath Walker in Chine (1988)
- The Colour Bar (1990)
- Oodgeroo (1994)
- Let Us Not Be Bitter (1990)
- White Australia (1970)
- All One Race (1970)
- Freedom (1970)
- The Unhappy Race (1989)
- Then and Now (1970)
- Last of His Tribe (1970)

### Pour les enfants
- Stradbroke Dreamtime (1972)
- Father Sky and Mother Earth (1981)
- Little Fella (1986)
- The Rainbow Serpent (1988)

### Documentaires
- Towards a Global Village in the Southern Hemisphere (1989)
- The Spirit of Australia (1989)
- Australian Legends And Landscapes (1990)
- Australia's Unwritten History: More legends of our land (1992)